# Oyonnax
Oyonnax [/ɔjɔna/] és un municipi francès, situat al departament de l'Ain i a la regió d'Alvèrnia-Roine-Alps. L'any 2013 tenia 22.258 habitants.
És un centre industrial dedicat principalment al plàstic.
Els habitants s'anomenen Oyonnaxiens.

## Geografia
Està situada al nord-est del departament, a 30 km a l'est de Bourg-en-Bresse i a 35 km a l'oest de Ginebra.

## Demografia

### Evolució demogràfica
| 1793          | 1841  | 1896  | 1901  | 1936   | 1968   | 1990   | 2006   | 2015   |
| ------------- | ----- | ----- | ----- | ------ | ------ | ------ | ------ | ------ |
| 1 099         | 2 593 | 4 652 | 6 140 | 10 166 | 19 777 | 23 869 | 23 618 | 22 392 |
| (Font: INSEE) |       |       |       |        |        |        |        |        |